# 아네테 훔페
아네테 훔페(독일어: Annette Humpe, 1950년 10월 28일 ~ )는 독일의 싱어송라이터, 음악 프로듀서이다.